# ریدوان پالرمو
ریدوان پالرمو (انگلیسی: Ryduan Palermo؛ زادهٔ ۲۴ ژوئیهٔ ۱۹۹۶) بازیکن فوتبال اهل آرژانتین است.
از باشگاه‌هایی که در آن بازی کرده‌است می‌توان به باشگاه فوتبال آرسنال ساراندی اشاره کرد.
وی همچنین در تیم ملی فوتبال Argentina U17 بازی کرده‌است.